# Yéyamba Wandzé Mdrou Ndo?
Yéyamba Wandzé Mdrou Ndo?, es una película de comedia dramática comorana de 2000 dirigida por Arsin Soiby y producida como HMZ Productions. Esta es la primera película realizada en Comoras. Está protagonizada por Jacqueline Abdillah , Abderemane Djimby y Arsin Soiby.

## Sinopsis
Monandro, es una chica de 20 años que acaba de casarse con Djaé, el sobrino de su padre. Su matrimonio esta envuelto en la violencia y celos, sin embargo ella decide permanecer junto a Djaé.

## Elenco
- Jacqueline Abdillah
- Djimba
- Abderemane Djimby
- Zali Hamadi
- Laher
- Youssouf Msa
- Roukia Saïd
- Arsin Soiby